# Xanthograpta desaica
Xanthograpta desaica är en fjärilsart som beskrevs av Embrik Strand 1912. Xanthograpta desaica ingår i släktet Xanthograpta och familjen nattflyn. Inga underarter finns listade i Catalogue of Life.